# Arrondissement Torhout
Arrondissement Torhout (nizozemsky: Arrondissement Torhout; francouzsky: Arrondissement de Torhout) byl krátkodobý arrondissement (okres) v dnešní Belgii. Vznikl oddělením od arrondissementu Bruggy roku 1818 a zanikl roku 1823.